# جيمي دولان
جيمي دولان (بالإنجليزية: Jamie Dolan)‏ (22 فبراير 1969 في المملكة المتحدة - 31 أغسطس 2008) هو لاعب كرة قدم بريطاني في مركز الوسط. لعب مع دندي يونايتد ودونفرملين أثلتيك ونادي بارتيك ثيسل ونادي ماذرويل وفورفار أثلتيك ‏ ونادي ليفينغستون لكرة القدم.

## وصلات خارجية
- جيمي دولان على موقع قاعدة بيانات كرة القدم.إي يو (الإنجليزية)
- جيمي دولان على موقع Soccerbase.com (لاعب) (الإنجليزية)